# Percy Buck
Sir Percy Carter Buck (* 25. März 1871 in West Ham, London; † 3. Oktober 1947 in Hindhead, Surrey) war ein britischer Musikdozent, Schriftsteller, Organist und Komponist.

## Leben
Percy Buck wurde in London geboren und war Schüler der Merchant Taylors’ School. Er studierte anschließend am Royal College of Music. Er wurde anschließend Kirchenorganist am Worcester College der University of Oxford (1891–1894), an der Wells Cathedral (1896–1899) und an der Bristol Cathedral (1899–1901). Er wurde dann zum leitenden Musiklehrer an der Harrow School ernannt und blieb an dieser Schule bis 1927. Gleichzeitig war er von 1910 bis 1920 Professor für Musik am Trinity College Dublin.
1925 wurde Buck zum King Edward Professor of Music an der University of London ernannt. Er unterrichtete außerdem am Royal College of Music. Von 1927 bis 1936 war er Musikberater des London County Council. 1937, als er seine Professur in London aufgab, wurde er zum Knight Bachelor erhoben. Seine Lehrtätigkeit am Royal College of Music setzte er auch nach 1937 noch fort.

### Privates
Percy Buck war verheiratet und hatte insgesamt fünf Kinder. Die britische Schriftstellerin Sylvia Townsend Warner, Tochter seines Kollegen George Townsend Warner an der Harrow School, wurde 1913 seine Geliebte. Die Beziehung hatte bis 1930 Bestand, auch wenn Sylvia Townsend Warner zwischenzeitlich Beziehungen zu anderen Männern unterhielt. Die 1893 geborene Warner, eine begabte Musikerin, war von 1909 eine seiner privaten Klavier- und Orgelschülerinnen und arbeitete ab 1913 unter anderem an der von der Buck herausgegebenen Reihe Tudor Church Music mit.

## Kompositionen und Veröffentlichungen
Zu den Kompositionen von Buck gehören ein Klavierquintett, ein Streichquintett, eine Violinsonate, ein Klavierquartett, drei Orgelsonaten und mehrere Stücke für Klavier sowie Liedkompositionen. Gemeinsam mit Charles Macpherson gab er 1925 The English Psalter heraus. Tudor Church Music, eine Reihe mit englischer Kirchenmusik der Tudor-Zeit, wurde von Percy Buck und Edmund Horace Fellowes herausgegeben und im Auftrag des Carnegie United Kingdom Trust von der Oxford University Press in London und New York zwischen 1923 und 1929 veröffentlicht. Zu den bekanntesten Arbeiten von Buck gehören sein Oxford Song Book (1929) und sein Sachbuch Psychology for Musicians (1944).

## Veröffentlichungen
- The Organ: a Complete Method for the Study of Technique and Style (London, 1909)
- Unfigured Harmony. Oxford 1911.
- Organ Playing. London 1912.
- Acoustics for Musicians. Oxford 1918.
- The Scope of Music. Oxford 1924.
- A History of Music. London, 1929.
- Psychology for Musicians. London 1944.